# Ga Núi Thành
Ga Núi Thành là một nhà ga xe lửa tại huyện Núi Thành, tỉnh Quảng Nam. Nhà ga là một điểm của đường sắt Bắc Nam và nối với ga Diêm Phổ với ga Trì Bình.

## Các tuyến
- Đường sắt Bắc Nam